# 福岡市立西都小学校
福岡市立西都小学校（ふくおかしりつさいとしょうがっこう）は、福岡県福岡市西区女原北にある公立小学校。

## 校勢
2020年6月1日現在
- 学級数 - 単式学級34学級、特別支援学級2学級
- 児童数 - 1132人（うち特別支援学級14人）

## 沿革
- 2017年4月1日 - 玄洋小学校から分離し、開校。以下の区域を移管した。
  - 西都一丁目、西都二丁目、北原一丁目、徳永北、女原北、大字女原、大字徳永（ただし、660、1149、1150、1167、1168を除く）
- 2023年4月1日 - 西都北小学校を分離。

## 通学区域
- 福岡市西区のうち、以下の区域[4]
  - 徳永北
  - 女原北
  - 大字女原
  - 大字徳永(ただし、660を除く)